# وليام بروت
وليام بروت (بالإنجليزية: William Prout)‏ (15 يناير 1785 - 9 أبريل 1850) طبيب وكيميائي بريطاني.

## نشأته وتعليمه
ولد بروت في هورتون، جلوسيسترشاير في عام 1785، وتلقى تعليمه في سن 17 عامًا من قبل رجل دين، ثم التحق بأكاديمية ريدلاند في برستل، وتخرج في عام 1811 من كلية الطب في جامعة إدنبرة، بدأ حياته المهنية كطبيب ممارس في لندن، وعمل أيضًا بأبحاث كيميائية. في عام 1814، تزوج من أغنيس آدم، ابنة ألكسندر آدم، من أدنبرة، اسكتلندا، وأنجب منها ستة أطفال.

## أبحاثه
كان عاملاً نشيطًا في الكيمياء البيولوجية، ونفذ العديد من التحليلات لإفرازات الكائنات الحية، والتي يعتقد أنها ناتجة عن انهيار الأنسجة الجسدية. في عام 1823، اكتشف أن عصائر المعدة تحتوي على حمض الهيدروكلوريك، والذي يمكن فصله عن عصير المعدة عن طريق التقطير، وفي عام 1827، اقترح تصنيف المواد الغذائية في المواد الغذائية إلى السكريات والنشويات، والأجسام الزيتية، والألبان، والتي أصبحت فيما بعد تعرف باسم الكربوهيدرات والدهون والبروتينات.
في عام 1815، واستنادًا إلى جداول الأوزان الذرية المتوفرة في ذلك الوقت، افترض بشكل مجهول الهوية أن الوزن الذري لكل عنصر هو مضاعف صحيح للهيدروجين، مما يوحي بأن ذرة الهيدروجين هي الجسيم الأساسي الحقيقي الوحيد (الذي أطلق عليه اسم Protyle)، وأن ذرات العناصر الأخرى مصنوعة من مجموعات من أعداد مختلفة من ذرات الهيدروجين. في حين أن فرضية بروت لم يتم تأكيدها من خلال قياسات أكثر دقة للأوزان الذرية، إلا أنها كانت نظرة أساسية بشكل كافٍ في بنية الذرة. في عام 1920، اختار إرنست روذرفورد اسم البروتون المكتشف حديثًا، من بين أسباب أخرى لمنح الفضل لبروت.
ساهم بروت في تحسين المقياس، واعتمدت الجمعية الملكية في لندن تصميمه كمعيار وطني. كما انتخب زميلا للجمعية الملكية في عام 1819. وألقى محاضرة جولستونان إلى الكلية الملكية للأطباء في عام 1831 على تطبيق الكيمياء على الطب. كتب بروت ثامن بريدجوتر الأطروحة، والكيمياء، والأرصاد الجوية، ووظيفة الهضم، مع الإشارة إلى اللاهوت الطبيعي. في هذا العمل صاغ مصطلح «الحمل الحراري» لوصف نوع من نقل الطاقة.

## الأوسمة والجوائز
- زميل الجمعية الملكية (1819)
- وسام كوبلي (1827)
- زميل الكلية الملكية للأطباء (1829)

## وفاته
توفي بروت في لندن عام 1850 ودفن في مقبرة كنسل الخضراء.

## روابط خارجية
- وليام بروت على موقع الموسوعة البريطانية (الإنجليزية)